# Asteroid City
Asteroid City là bộ phim thuộc thể loại hài-chính kịch, lãng mạn và khoa học viễn tưởng của Hoa Kỳ ra mắt năm 2023 được biên kịch, đạo diễn kiêm đồng sản xuất của Wes Anderson dựa trên cốt truyện của Anderson và Roman Coppola. Cốt truyện của phim sẽ kể về những sự kiện biến đổi xảy ra tại hội nghị thường niên Junior Stargazer năm 1955. Phim còn có sự tham gia của dàn diễn viên lớn bao gồm Jason Schwartzman, Scarlett Johansson, Tom Hanks, Jeffrey Wright, Tilda Swinton, Bryan Cranston, Edward Norton, Adrien Brody, Liev Schreiber, Hope Davis, Steve Park, Rupert Friend, Maya Hawke, Steve Carell, Matt Dillon, Hong Chau, Willem Dafoe, Margot Robbie, Tony Revolori, Jake Ryan và Jeff Goldblum.
Asteroid City sẽ được công chiếu lần đầu tại Liên hoan phim Cannes lần thứ 76 vào tháng 5 năm 2023. Ngoài ra, phim cũng sẽ được phát hành giới hạn tại các rạp phim ở Hoa Kỳ bởi Focus Features vào ngày 16 tháng 4, 2023 trước khi mở công chiếu mở rộng vào ngày 23 tháng 4 cùng năm.

## Tiền đề
Năm 1955, khi các học sinh và phụ huynh trên khắp đất nước bắt đầu tụ tập lại để thi đấu học thuật, nghỉ ngơi, giải trí tại hội nghị Junior Stargazer được tổ chức ở một thị trấn sa mạc hư cấu của Mỹ.

## Diễn viên
- Jason Schwartzman thủ vai Augie Steenbeck[3]
- Scarlett Johansson as Midge Campbell[4]
- Tom Hanks[5]
- Jeffrey Wright thủ vai General Grif Gibson[6]
- Tilda Swinton[7]
- Bryan Cranston[6]
- Edward Norton[2]
- Adrien Brody[8]
- Liev Schreiber thủ vai Ed[6]
- Hope Davis[6]
- Steve Park thủ vai Roger[9]
- Rupert Friend thủ vai Montana[3][10]
- Maya Hawke[11]
- Steve Carell thủ vai Quản lý nhà nghỉ[2]
- Matt Dillon thủ vai Walter Geronimo[12][13]
- Hong Chau[2]
- Willem Dafoe[2]
- Margot Robbie[14]
- Tony Revolori[15]
- Jake Ryan thủ vai Woodrow Steenbeck[16]
- Jeff Goldblum[6]
- Sophia Lillis[17]
- Fisher Stevens[18]
- Ethan Josh Lee thủ vai Ricky[19]
- Grace Edwards[2]
- Aristou Meehan thủ vai Clifford[2]
- Rita Wilson[2]
- Jarvis Cocker[20]
- Bob Balaban[21]

## Sản xuất
Vào tháng 9 năm 2020, đã có thông tin về việc Wes Anderson sẽ chấp bút kịch bản và đạo diễn cho một bộ phim lãng mạn mà anh sẽ sản xuất cùng với Jeremy Dawson từ hãng American Empirical Pictures và Steven Rales từ hãng Indian Paintbrush. Tháng 2 năm 2021, Michael Cera và Jeff Goldblum đã tham gia đám phán để đảm nhận các vai diễn chính trong bộ phim tiếp theo của Anderson, phim được mô tả sẽ kể về một "nhóm các thanh thiếu niên thông minh". Tilda Swinton đã trở thành cái tên đầu tiên chính thức tham gia vào dàn diễn viên của phim vào tháng 4 năm 2021.
Bối cảnh của phim ban đầu được đặt tại Rome và công đoạn quay phim chính được diễn ra tại Tây Ban Nha từ tháng Tám đến tháng Mười năm 2021. Một số bối cảnh tại Chinchón với phong cảnh sa mạc và các nhà ga xe lửa giả đã được sử dụng để quay. Fisher Stevens, một thành viên của dàn diễn viên cho biết bộ phim sẽ bao gồm "dàn diễn viên hoang dại nhất kể từ bộ phim Cầu sông Kwai" và diễn viên cùng đoàn làm phim "tất cả đều sôi nổi với nhau trong một khách sạn, nơi mà chính là một tu viện cũ."
Tháng 10, 2021, tựa đề Asteroid City của phim được tiết lộ bởi Bill Murray tại Liên hoan phim Luân Đôn BFI. Alexandre Desplat sẽ tiếp tục hợp tác lần thứ sáu với Anderson trong vai trò nhà soạn nhạc chính của phim. Vị trí thiết kế trang phục sẽ do nhà thiết kế từng nhiều lần chiến thắng giải Oscar Milena Canonero đảm nhận. Vào tháng 7, 2022, có thông báo về việc hãng Focus Features sẽ phân phối phim và đây là lần hợp tác trở lại giữa họ với Anderson sau Moonrise Kingdom (2012). Ngoài ra, cũng có tiết lộ rằng Murray sẽ không tham gia bộ phim như thông báo ban đầu do kết quả dương tính với COVID-19 của ông trước khi nam diễn viên kịp quay các phân cảnh của mình.

## Phát hành
Asteroid City sẽ được công chiếu lần đầu tại Liên hoan phim Cannes lần thứ 76 vào tháng 5 năm 2023. Vào ngày 16 tháng 4, 2023, phim sẽ được phát hành giới hạn tại một số rạp chiếu ở Hoa Mỹ trước khi phát hành rộng rãi vào ngày 23 tháng 4 cùng năm.

### Tiêu chuẩn phân loại
Đối với bản phát hành tại Hoa Kỳ, bản cắt đầu tiên của phim đã nhận được nhãn R từ Hiệp hội Điện ảnh Hoa Kỳ (MPA) cho "nội dung đồ họa khỏa thân ngắn". Hãng Focus Features hiện đang cố gắng kháng cáo về nhãn phân loại của phim.

### Quảng bá
Áp phích quảng cáo của Asteroid City được công bố vào ngày 28 tháng 3, 2023. Đoạn phim quảng cáo đầu tiên của phim cũng được phát hành vào ngày hôm sau đó, với màn trình diễn của bài hát "Last Train to San Fernando" năm 1957 của Johnny Duncan. Jazz Monroe từ tờ Pitchfork đã gọi đoạn phim giới thiệu là "cực kỳ đậm chất của Anderson", trong khi Charles Pulliam-Moore của trang The Verge lại mô tả về bộ phim rằng "nhìn và cảm giác chính xác như cách mà bạn nghĩ về một bộ phim dành cho lứa tuổi mới lớn của Wes Anderson về việc ngắm sao trên sa mạc"